# Mikhail Filippovich Shatrov
Mikhail Filippovich Shatrov (tiếng Nga: Михаил Филиппович Шатров, tên thật là Маршак/Marshak; 3 tháng 4 năm 1932 – 24 tháng 5 năm 2010) là nhà viết kịch, nhà biên kịch điện ảnh nổi tiếng Liên Xô.

## Tác phẩm

### Kịch
- Nhân danh Cách mạng (1957)
- Ngày mồng Sáu tháng Bảy (1964)
- Những người Bolshevik (1968)
- Hi vọng của tôi (1977)
- Những con ngựa xanh trên thảm cỏ đỏ (1979)
- Độc tài lương tri (1987)
- Hòa ước Brest (1987)

### Phim
- Ngày mồng Sáu tháng Bảy (phim, 1968)
- Niềm tin tưởng (phim, 1975)
- Tehran-43 (phim, 1980)
- Bảy ngày hi vọng (phim truyền hình, 1988)